# Barretts Tunnels

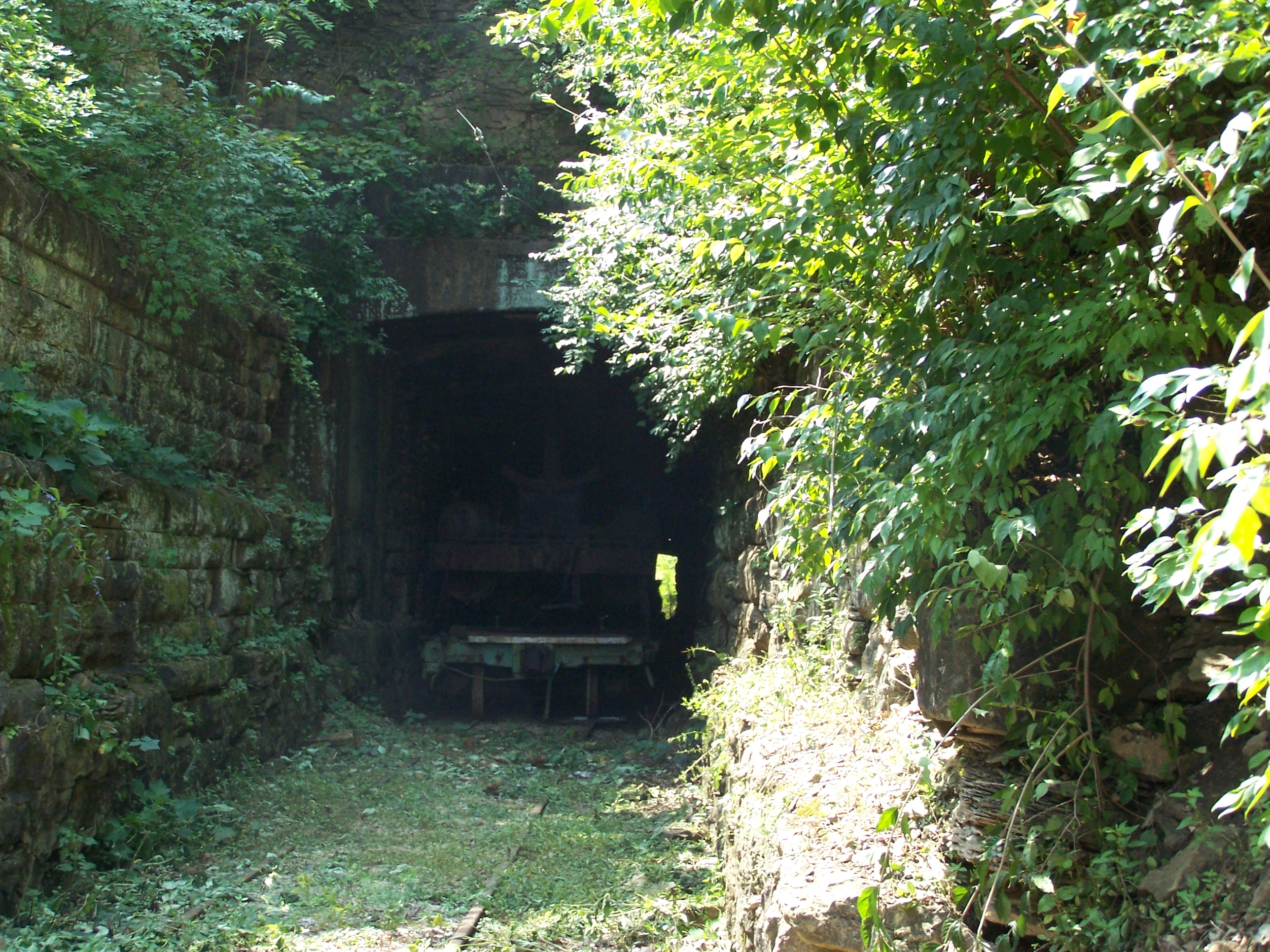
Barretts Tunnels

Die Barretts Tunnels sind zwei aufeinanderfolgende stillgelegte historische Eisenbahntunnel, in Kirkwood bzw. in Des Peres, im St. Louis County im US-Bundesstaat Missouri. Der Bau dauerte zwei Jahre, von 1851 bis 1853, und die Tunnel waren bis 1944 in Betrieb.
Die damaligen Tunnel, die heute ein Museum beherbergen, wurden vom Ingenieur James Pugh Kirkwood (1807–1877) entworfen. Ursprünglich war die Tunnellänge 137 Meter, sie wurden 1929 jedoch auf 125 Meter gekürzt. Das Fundament ist Stein, die Wände sind zum Teil aus Back- und Kalkstein, bzw. Beton gefertigt. Die Zeit der Bedeutsamkeit wird vom NRHP mit 1850 bis 1874 definiert.
Die Barretts Tunnels wurden am 8. Dezember 1978 vom National Register of Historic Places mit der Nummer 78003138 in die US-Denkmalliste aufgenommen.